# Греблюк, Константин Александрович
Греблюк Константин Александрович (род. 24 марта 1977 года, Калвария, Капсукский район, Литовская ССР) – российский офицер, гвардии подполковник. Герой Российской Федерации (22.09.2016).

## Биография
Сын офицера воздушно-десантных войск. Окончил среднюю школу в 1994 году. 
В Вооружённых силах Российской Федерации с 1994 года. Окончил Новосибирский военный институт в 1999 году. После его окончания служил в Воздушно-десантных войсках. Неоднократно участвовал в боевых действиях.  За личное мужество награждён несколькими боевыми наградами, а также был представлен к званию Героя Российской Федерации. Подробности боевых действий с его участием не публиковались и даже не известно,  за какие боевые отличия в каком регионе он был награждён.
За мужество и героизм, проявленные при исполнении специального задания, Указом Президента Российской Федерации от 22 сентября 2016 года подполковнику Греблюку Константину Александровичу присвоено звание Героя Российской Федерации.
По состоянию на 2019 год продолжает военную службу в воздушно-десантных войсках. 

## Награды
- Герой Российской Федерации (22.09.2016)
- Орден Мужества (9.01.2002)
- Медаль «За отвагу» (3.11.2000)
- Иные государственные и ведомственные награды